# Christian Mikolajczak
Christian Mikolajczak (ur. 15 maja 1981 w Essen) – niemiecki piłkarz występujący na pozycji pomocnika oraz trener.

## Kariera
Jest wychowankiem FC Kray i Wacker Steele. W 1992 roku młodego Mikolajczaka wypatrzyli skauci FC Schalke 04 i postanowili mieć go w swoim zespole. Już jako zawodnik drużyny z Gelsenkirchen w 2000 roku wystąpił w Mistrzostwach Europy drużyn do lat 18, jako reprezentant Niemiec. W 2001 roku w barwach FC Schalke 04 został wicemistrzem Niemiec oraz zdobył Puchar Niemiec. Gdy był na wypożyczeniu do Hannoveru 96 wygrał z tym klubem rozgrywki 2. Bundesligi i awansował do 1. Bundesligi, lecz skończył mu się okres wypożyczenia więc musiał wracać do Gelsenkirchen. Powrócił tam jednak tylko na moment bo jeszcze w lipcu tego roku zmienił zespół na Rot Weiss Ahlen. Po trzech latach gry w Ahlen przeszedł do Erzgebirge Aue, lecz po roku znów zmienił drużynę, tym razem na Holstein Kiel. Tam również nie pograł zbyt długo i przeszedł do FSV Frankfurt. Następnie grał ponownie w Rot Weiss Ahlen oraz w Dynamie Drezno i SV 07 Elversberg.